# Eszteregnye
Eszteregnye è un comune dell'Ungheria di 746 abitanti (dati 2001). È situato nella contea di Zala.